# Arcuș
Arcuș (węg. Árkos) – wieś w Rumunii, w okręgu Covasna, w gminie Arcuș. W 2011 roku liczyła 1519 mieszkańców.